# Haim Hoihman
Haim Hoihman (în idiș ‏חײם הױכמאַן‎‏‎, în ebraică ‏חיים הוכמן‏‎, în rusă Хаим Гойхман; n. 31 octombrie 1908, Vertiujeni, raionul Florești, RSS Moldovenească, URSS – d. 24 iulie 1988) a fost un scriitor, profesor și jurnalist moldovean, sovietic și israelian, evreu născut în Basarabia.

## Biografie
S-a născut în colonia evreiască Vertiujeni (acum în raionul Florești, Republica Moldova) din ținutul Soroca, gubernia Basarabia, (Imperiul Rus), în familia lui Arie-Leib și Eidl Hoihman. A studiat la hederul din Vertiujeni, apoi la școala rețelei „Tarbut” din Bălți, cu instruire în ebraică. A absolvit Institutului Pedagogic din Chișinău, după care a lucrat ca profesor. 
A început să publice în 1925 în ziarele idiș din Chișinău: Unzer Zeit („Timpul nostru”, 1925-1933) și Zeit-fragn („Numere contemporane”), de asemenea, în periodicele Folksblat („Ziarul poporului”) și Yiddish Zeitung („Ziarul evreiesc”). În același timp a publicat povești și miniaturi în ebraică în revistele Shurot și Udim din Bălți, Min Ha-Tsad din Chișinău, Nativ din București.
În timpul celui de-al doilea război mondial a fost mobilizat în armata de muncitori.
În 1973 a emigrat împreună cu familia în Israel. A publicat în idiș în ziarele din Tel Aviv: Yiddish Velt („Lumea evreiască”) și Naye Yiddish Zeitung („Noul ziar evreiesc”), în revistele israeliene Ba zikh („Cu sine”), Bessaraber idn („Evreii basarabeni”), Jerusholeimer Almanach („Almanahul Ierusalimului”) și, de asemenea, în Tsukunft („Viitor”, New York). A fost publicat în ebraică în ziarele Davar („Cuvânt”) și Al ha-Mishmar („De gardă”), revista Moznaim („Balanța”). A publicat mai multe colecții de ficțiune în ebraică, inclusiv în revista Bin sheni ha-galal.